# Wielersport op de Olympische Zomerspelen 2020 – BMX race mannen
De BMX voor mannen  op de Olympische Zomerspelen 2020 vond plaats op donderdag 29 en vrijdag 30 juli 2021 in het Ariake Urban Sports Park in Tokio.  

## Resultaten

### Kwartfinales

#### Serie 1
| Rang | #   | Naam               | Land             | 1e run     | 2e run     | 3e run     | Totaal | Bijz. |
| ---- | --- | ------------------ | ---------------- | ---------- | ---------- | ---------- | ------ | ----- |
| 1    | 3   | Sylvain André      | Frankrijk        | 40,436 (1) | 40,131 (1) | 40,294 (1) | 3      | Q     |
| 2    | 5   | Kye Whyte          | Groot-Brittannië | 41,012 (3) | 40,201 (2) | 40,983 (4) | 9      | Q     |
| 3    | 100 | Romain Mahieu      | Frankrijk        | 40,701 (2) | 40,603 (3) | 40,996 (5) | 10     | Q     |
| 4    | 24  | Corben Sharrah     | Verenigde Staten | 41,408 (4) | 41,222 (5) | 40,537 (2) | 11     | Q     |
| 5    | 993 | Yoshitaku Nagasako | Japan            | 41,862 (5) | 40,984 (4) | 40,851 (3) | 12     |       |
| 6    | 950 | Alex Limberg       | Zuid-Afrika      | 46,005 (6) | 50,119 (6) | 44,773 (6) | 18     |       |

#### Serie 2
| Rang | #   | Naam           | Land       | 1e run     | 2e run     | 3e run     | Totaal | Bijz. |
| ---- | --- | -------------- | ---------- | ---------- | ---------- | ---------- | ------ | ----- |
| 1    | 313 | Niek Kimmann   | Nederland  | 40,681 (2) | 40,249 (1) | 39,932 (1) | 4      | Q     |
| 2    | 1   | Twan van Gendt | Nederland  | 40,555 (1) | 40,477 (2) | 40,258 (2) | 5      | Q     |
| 3    | 500 | Renato Rezende | Brazilië   | 40,980 (3) | 40,983 (4) | 40,705 (3) | 10     | Q     |
| 4    | 143 | Nicolás Torres | Argentinië | 41,243 (4) | 40,527 (3) | 42,525 (6) | 13     | Q     |
| 5    | 76  | Helvijs Babris | Letland    | 41,529 (5) | 41,710 (5) | 42,490 (5) | 15     |       |
| 6    | 66  | James Palmer   | Canada     | 41,708 (6) | 41,971 (6) | 41,167 (4) | 16     |       |

#### Serie 3
| Rang | #   | Naam               | Land            | 1e run     | 2e run     | 3e run       | Totaal | Bijz. |
| ---- | --- | ------------------ | --------------- | ---------- | ---------- | ------------ | ------ | ----- |
| 1    | 33  | Joris Daudet       | Frankrijk       | 40,570 (1) | 40,207 (1) | 39,911 (1)   | 3      | Q     |
| 2    | 921 | Joris Harmsen      | Nederland       | 40,698 (2) | 40,327 (2) | 40,463 (2)   | 6      | Q     |
| 3    | 40  | Tore Navrestad     | Noorwegen       | 41,122 (3) | 40,768 (3) | 41,395 (3)   | 9      | Q     |
| 4    | 120 | Vincent Pelluard   | Colombia        | 41,479 (5) | 41,675 (5) | 41,452 (4)   | 14     | Q     |
| 5    | 179 | Simon Marquart     | Zwitserland     | 41,274 (4) | 41,675 (4) | 1:25,514 (6) | 14     |       |
| 6    | 155 | Evgeny Kleshchenko | Russische ploeg | 42,432 (6) | 41,912 (6) | 42,337 (5)   | 17     |       |

#### Serie 4
| Rang | #   | Naam            | Land             | 1e run       | 2e run     | 3e run     | Totaal | Bijz. |
| ---- | --- | --------------- | ---------------- | ------------ | ---------- | ---------- | ------ | ----- |
| 1    | 11  | Connor Fields   | Verenigde Staten | 40,887 (2)   | 41,084 (1) | 40,138 (1) | 4      | Q     |
| 2    | 7   | David Graf      | Zwitserland      | 40,459 (1)   | 41,473 (2) | 40,436 (3) | 6      | Q     |
| 3    | 278 | Carlos Ramírez  | Colombia         | 42,164 (4)   | 41,620 (3) | 40,801 (4) | 11     | Q     |
| 4    | 593 | Alfredo Campo   | Ecuador          | 1:09,531 (6) | 41,941 (4) | 40,329 (2) | 12     | Q     |
| 5    | 117 | Giacomo Fantoni | Italië           | 41,576 (3)   | 42,766 (6) | 40,979 (5) | 14     |       |
| 6    | 44  | Anthony Dean    | Australië        | 1:00,186 (5) | 42,750 (5) | 42,251 (6) | 16     |       |

### Halve finales

#### Serie 1
| Rang | #   | Naam             | Land             | 1e run     | 2e run     | 3e run       | Totaal | Bijz. |
| ---- | --- | ---------------- | ---------------- | ---------- | ---------- | ------------ | ------ | ----- |
| 1    | 100 | Romain Mahieu    | Frankrijk        | 40,265 (1) | 40,293 (2) | 40,244 (1)   | 4      | Q     |
| 2    | 278 | Carlos Ramírez   | Colombia         | 41,207 (4) | 41,005 (4) | 41,281 (2)   | 10     | Q     |
| 3    | 3   | Sylvain André    | Frankrijk        | 40,695 (2) | 40,490 (3) | 1:09,511 (6) | 11     | Q     |
| 4    | 11  | Connor Fields    | Verenigde Staten | 40,762 (3) | 40,270 (1) | DNF (8)      | 12     | Q     |
| 5    | 143 | Nicolás Torres   | Argentinië       | 41,693 (5) | 41,014 (5) | 41,360 (3)   | 13     |       |
| 6    | 120 | Vincent Pelluard | Colombia         | 42,002 (6) | 41,422 (6) | 42,250 (5)   | 17     |       |
| 7    | 921 | Joris Harmsen    | Nederland        | 42,978 (7) | 42,265 (7) | 41,801 (4)   | 18     |       |
| 8    | 1   | Twan van Gendt   | Nederland        | 58,692 (8) | 42,315 (8) | 1:51,080 (7) | 23     |       |

#### Serie 2
| Rang | #   | Naam           | Land             | 1e run     | 2e run       | 3e run     | Totaal | Bijz. |
| ---- | --- | -------------- | ---------------- | ---------- | ------------ | ---------- | ------ | ----- |
| 1    | 313 | Niek Kimmann   | Nederland        | 39,981 (1) | 40,023 (3)   | 39,352 (2) | 6      | Q     |
| 2    | 5   | Kye Whyte      | Groot-Brittannië | 40,769 (3) | 40,076 (4)   | 39,299 (1) | 8      | Q     |
| 3    | 33  | Joris Daudet   | Frankrijk        | 41,141 (4) | 39,629 (1)   | 39,924 (3) | 8      | Q     |
| 4    | 593 | Alfredo Campo  | Ecuador          | 40,442 (2) | 39,738 (2)   | 40,173 (4) | 8      | Q     |
| 5    | 7   | David Graf     | Zwitserland      | 41,645 (6) | 1:15,178 (7) | 40,462 (5) | 18     |       |
| 6    | 40  | Tore Navrestad | Noorwegen        | 41,648 (7) | 40,302 (5)   | 40,722 (6) | 18     |       |
| 7    | 500 | Renato Rezende | Brazilië         | 41,561 (5) | 1:28,740 (8) | 40,992 (7) | 20     |       |
| 8    | 24  | Corben Sharrah | Verenigde Staten | 42,208 (8) | 40,994 (6)   | 43,532 (8) | 22     |       |

### Finale
| Rang   | #   | Naam           | Land             | Tijd   |
| ------ | --- | -------------- | ---------------- | ------ |
| Goud   | 313 | Niek Kimmann   | Nederland        | 39,053 |
| Zilver | 5   | Kye Whyte      | Groot-Brittannië | 39,167 |
| Brons  | 278 | Carlos Ramírez | Colombia         | 40,572 |
| 4      | 3   | Sylvain André  | Frankrijk        | 40,676 |
| 5      | 593 | Alfredo Campo  | Ecuador          | 40,705 |
| 6      | 100 | Romain Mahieu  | Frankrijk        | 41,952 |
| 7      | 33  | Joris Daudet   | Frankrijk        | DNF    |
| 8      | 11  | Connor Fields  | Verenigde Staten | DNS    |